# Let Me In (película)
Let Me In (Déjame entrar en español) es un largometraje estadounidense de cine romántico de terror del año 2010, dirigido por Matt Reeves y protagonizado por Kodi Smit-McPhee y Chloë Moretz. Está basado en la película sueca Let the Right One In (Låt den rätte komma in) dirigida por Tomas Alfredson y en la novela homónima escrita por John Ajvide Lindqvist. La película se centra en la historia de Owen, un niño inadaptado de 12 años que sufre acoso escolar y que desarrolla cierta amistad con  una niña muy particular, en Los Álamos (Nuevo México), al comienzo de la década de 1980.
El interés en producir una versión inglesa del filme Let the Right One In surgió en 2007, poco tiempo después del estreno de la película original sueca. En 2008, Hammer Productions adquirió los derechos para dicha versión. La productora ofreció inicialmente a Tomas Alfredson el puesto de director, pero Alfredson rechazó la oferta. Finalmente, Matt Reeves fue el encargado de elaborar el guion y de dirigir el largometraje. Matt realizó diversos cambios para la versión inglesa de la película, como reubicar el lugar donde transcurren los hechos desde Estocolmo a Nuevo México, o el cambio de nombre de los personajes protagonistas. Los productores mostraron su intención de mantener la trama similar a la original, al igual que su intención de dirigirla a un público más amplio. El rodaje comenzó a principios de noviembre de 2009 y concluyó a finales de enero de 2010. El presupuesto del filme fue estimado en 20 millones de dólares.
Let Me In fue estrenada en el Festival Internacional de Cine de Toronto el 13 de septiembre de 2010 y debutó en los cines estadounidenses el 1 de octubre del mismo año. La película recibió numerosas críticas positivas convirtiéndose en una de las más aclamadas del año. Numerosos críticos cinematográficos le otorgaron un puesto en sus listas Top-diez. Otros citaron que es uno de esos extraños remake de Hollywood que se mantiene fiel a la obra original. Otros criticaron su parecido con el filme sueco, acusando a Reeves de promocionar una visión completamente "nueva" respecto a la novela. La película recaudó 24 millones de dólares en taquilla a nivel mundial, de los cuales 12 millones se corresponden a las zonas de Norteamérica y Canadá. Chloë Moretz ganó numerosos premios gracias a su interpretación como Abby, los críticos hicieron especial hincapié en la química desarrollada con su compañero de reparto Kodi Smit-McPhee. Let Me In fue comercializada en DVD y Blu-ray el 1 de febrero de 2011 en Norteamérica, y el 14 de marzo en el Reino Unido. Se escribió una miniserie de cómics oficiales titulados Let Me In: Crossroads (precuela del film) que narran algunos acontecimientos relacionados con el trasfondo de Abby. La diégesis termina donde comienza la película.

## Sinopsis
1983, Los Álamos, (Nuevo México). Un detective de policía (Elias Koteas) entra en la habitación de un hospital donde yace un hombre desfigurado al que interroga acerca de un asesinato por el cual es sospechoso. El detective le dice al herido que terminará por capturar a sus cómplices. En ese momento, la recepcionista del piso llama al detective para atender una llamada telefónica y le informa que la hija del herido se encuentra en la entrada del hospital. Mientras el detective atiende la llamada, se oye un grito proveniente de la habitación del sospechoso y se encuentran con que el hombre se ha precipitado por la ventana hacia su muerte.
Se produce un flashback dos semanas previas a los hechos del hospital. Owen (Kodi Smit-McPhee) es un niño desdichado y solitario de 12 años de edad, desatendido a causa del divorcio de sus padres y hostigado por sus compañeros de clase. Una tarde, mientras está en el patio de su complejo de apartamentos, es abordado por Abby (Chloë Moretz), una niña que acaba de mudarse al apartamento vecino. Abby le dice a Owen que no pueden ser amigos, sin embargo, la amistad entre ambos florece más y más, llegando incluso a comunicarse mediante código morse a través de las paredes. En el colegio, el principal acosador de Owen, Kenny (Dylan Minnette), golpea a Owen con una antena desplegable, produciéndole una herida en la cara. Cuando Abby se entera, le dice a Owen que debe defenderse, enfrentándose a Kenny y, de verse superado, ella le ayudará. 
El "padre" de Abby, Thomas (Richard Jenkins), se ve obligado a salir en busca de víctimas locales para proporcionar sangre a la vampírica Abby. Durante el primer asesinato de la trama, derrama accidentalmente la sangre recogida y se ve obligado a regresar a casa con las manos vacías. Furiosa, Abby abandona el hogar, matando y alimentándose de un atleta que reside en el barrio, de cuyo cadáver tuvo que deshacerse Thomas. Una noche, Thomas se esconde en la parte trasera del vehículo de un estudiante con la intención de matarlo, pero el conductor recoge un pasajero, arruinando sus planes. El conductor se detiene en una gasolinera y, tras bajarse, Thomas somete al inesperado pasajero e intenta darse a la fuga, pero colisiona en un terraplén cercano, quedándose atrapado en el interior del coche volcado. Thomas vierte ácido altamente concentrado sobre su rostro para eliminar cualquier vínculo que pueda relacionarle con Abby y es llevado al hospital. Cuando Abby se percata de lo sucedido, se dirige a la clínica y, tras hablar con la recepcionista, sube hasta la ventana de la habitación donde se encuentra Thomas. El hombre se inclina y ofrece su cuello a Abby, que bebe de él. Thomas se desmaya, precipitándose al vacío desde lo alto de la ventana. Gradualmente, el detective descubre la conexión que Thomas compartía con Abby. 
Al día siguiente, durante una actividad escolar en un lago congelado, Kenny amenaza a Owen con arrojarle al agua helada por un hueco en el hielo. Owen se defiende golpeando a Kenny con una vara metálica, destrozándole una oreja. En ese instante, se descubre un cadáver sepultado en el hielo. Más tarde, Owen invita a Abby a un área abandonada en su complejo de apartamentos, donde corta su dedo con la intención de realizar un pacto de sangre con ella. Abby entra en frenesí. Sedienta, lame las gotas que caen del dedo de Owen mientras él contempla su forma vampírica por primera vez. En un intento desesperado por no atacar a Owen, Abby huye, atacando en su lugar a Virginia (Sasha Barrese), que casualmente pasea por el patio del complejo. Tras esto, Owen se enfrenta a Abby en su apartamento donde ella admite necesitar sangre para mantenerse con vida. También descubre que Thomas no era su padre, sino un hombre al que conocía desde que era un niño. Horrorizado, Owen intenta marcharse, pero Abby se interpone en su camino. Finalmente le permite marchar. Mientras tanto, en el hospital, Virginia se transforma en vampiro. Ignorando la nueva naturaleza de Virginia, la enfermera despliega las cortinas de la habitación y la luz solar provoca que estalle en llamas, matando a ambas.
Una noche, Abby le hace una visita a Owen mientras su madre (Cara Buono) no se encuentra en casa. Owen abre la puerta y ella le dice que debe invitarla a entrar. Owen pregunta por qué y divaga sobre el tema, tras lo cual Abby entra sin ser invitada, provocando que sangre de manera abundante hasta que Owen verbaliza la invitación para entrar a su hogar. A la mañana siguiente, el detective encuentra a Abby durmiendo en la bañera de su apartamento. En ese momento, es sorprendido por Owen permitiendo a Abby atacar al detective por la espalda, matando al policía y alimentándose de él. Con todo lo sucedido, Abby explica a Owen que debe marcharse. Esa misma noche abandona el complejo en un taxi.
Una tarde, durante su entrenamiento en el gimnasio; Kenny, su hermano mayor Jimmy (Brett DelBuono), y sus otros amigos provocan un incendio fuera del centro para distraer al profesor y obligarle a salir de la piscina. Jimmy, en pos de venganza para su hermano, le dice a Owen que si logra aguantar tres minutos bajo el agua sin respirar, tan solo le cortará una mejilla, pero, si no puede, le sacará un ojo. Mientras Owen es sumergido, el caos se hace en la superficie. Abby entra y destroza a sus agresores. Ambos niños huyen.
Posteriormente, Owen viaja en tren con Abby dentro de un baúl. Dan golpecitos intercambiando mensajes en código Morse mientras la película llega a su fin.

## Reparto
- Kodi Smit-McPhee - Owen.
- Chloë Grace Moretz - Abby.
- Richard Jenkins - "el padre".
- Cara Buono - la madre de Owen.
- Elias Koteas - el Detective.
- Sasha Barrese - Virginia
- Dylan Minnette - Kenny
- Ritchie Coster - Sr. Zoric
- Jimmy Pinchak - Mark
- Brett DelBuono - Jimmy, el hermano de Kenny
- Colin Moretz - el dependiente de la tienda.

## Producción

### Desarrollo
Según el productor Nigel Sinclair, el interés por el proyecto inicialmente surgió a mediados de 2007, antes incluso del estreno público de la película original Let the Right One In. Posteriormente, los derechos para la versión inglesa del film fueron adquiridos por Hammer Productions en 2008, durante el Festival de cine de Tribeca, donde la película sueca Let the Right One In ganó el premio "Founders Award for Best Narrative Feature". En dicho festival, Matt Reeves fue brevemente presentado como director. John Nordling y Carl Molinder, productores suecos del film original, participaron en la adaptación inglesa. El puesto de director fue inicialmente ofrecido a Tomas Alfredson, director de la película inicial, pero rechazó la oferta argumentando: "Estoy mayor para hacer la misma película dos veces, además, hay otras historias que deseo contar". El productor de Hammer Films, Simon Oakes, se refirió a la película diciendo "Si la llamáis un remake fiel a la original, pues creo que es cierto, ya que es precisamente eso. No es una reinterpretación: las bases están ahí, puede que los sustos asusten un poco más". Más tarde explicó "Yo la llamo: la versión de Reeves, no me gusta llamarla el remake de Reeves, o la reinterpretación de Reeves". La decisión de producir una nueva adaptación de la película fue criticada por Tomas Alfredson, que ha mostrado abiertamente su desacuerdo en contra de la nueva adaptación en numerosas ocasiones. "Si ha de hacerse un remake de alguna película, es porque la original es mala. Y creo que la mía no es mala" dijo. La productora Donna Gigliotti explicó, "Somos grandes admiradores de la película original, pero siendo honesta, su presupuesto fue de apenas $2 millones. No es que estemos rehaciendo Lawrence de Arabia". El productor Simon Oakes dejó muy claro que la trama de Let Me In tendría gran parecido al film original, excepto que sería "mucho más asequible para un público más amplio
".
Por otra parte, el escritor Lindqvist, dijo que Reeves le comentó "haremos una película nueva basada en el libro y no un remake del film sueco," por lo tanto, "será algo completamente diferente, pero realmente interesante de ver". Reeves mostró su intención de mantener la ambientación original a principios de la década de 1980 y su admiración tanto por el libro como por la adaptación de Alfredson. Reeves dijo "Es una película maravillosa, y un libro fantástico. Creo que realmente puede ser un film conmovedor, terrorífico e inolvidable. Estoy muy emocionado por lo que puede llegar a ser". En respuesta a las críticas que le llegaron dijo: «Comprendo esa desconfianza por parte del público, debido a su amor al film original, de que llegare para estropearlo, cuando la verdad es que siento un gran respeto por la película. Me siento muy atraído hacia ella por motivos personales nada lucrativos... Espero que nos den una oportunidad».
Reeves de entrada estaba en contra del proyecto, pero tras leer la novela cambió completamente de actitud,

Dije... que no deberíamos hacer un remake. Me leí el libro y me atrapó por completo, me intrigó mucho lo personal que se sentía al historia. Pensé que John Lindqvist había escrito una historia tremenda, y que también la había adaptado al cine... Escribí a Lindqvist y le comenté que no solo me había sentido atraído por el brillante género de la obra -que lo es- sino también por el aspecto personal. Me recordaba muchísimo a mi propia infancia.
-Matt Reeves

### Adaptación y guion
Al adaptar el guion se introdujeron varios cambios, como el nombre de los protagonista a Owen y Abby o el cambio de localización de Blackeberg, un suburbio de Estocolmo, a un "pequeño" pueblo de Nuevo México. También se le dijo a Reeves que cambiase la edad de los personajes principales, pero se negó diciendo, "eso arruinaría la esencia de la historia y cambiaría todo por completo, necesitamos esa inocencia pueril". Así mismo, pidió a todo el reparto que no viese el film original antes de terminar la película para "que podamos hacer nuestra propia versión pero manteniéndonos muy leales a la naturaleza de la historia". Los cineastas citaron que "su intención era forjar una identidad única para Let Me In, estableciéndola con firmeza en un contexto Americano" a la vez que haciendo honor a la original. Comparando su adaptación con la Sueca, Reeves admitió no haber incorporado muchos detalles adicionales del libro que no hubiesen sido incorporados en la película original, diciendo que, "la historia era tan grande que realmente no se podían añadir muchas cosas más sin perjudicar la atención en la trama principal, así que intente hacer alusiones y referencias a cosas del libro". También admitió haber tomado prestados ciertos elementos de la película Sueca, diciendo, "Hay cosas que Lindqvist adaptó de forma brillante al film, y yo las tomé prestadas porque pienso que hizo una gran adaptación. Pero hay ciertas cosas que espero no detraigan, sino que encajen en el contexto de la historia. Es una mezcla de detalles del libro, de la película original, y otros que han surgido durante la adaptación. A la hora de adaptar la historia para la audiencia Americana, Reeves dijo que mantener la época de principios de la década de los 80 era vital para realmente poder explorar el tema del bien y del mal. Utilizó el discurso del imperio del mal pronunciado por el expresidente Ronald Reagan para reflejar la mentalidad de la población Americana de la época. Reeves dijo, "la idea del discurso del imperio 'del mal' de Reagan y toda la escuela de pensamiento giraba en torno a la idea de que el mal era algo que se encontraba fuera del país. El mal era 'otro', estaba en otro sitio, eran los soviéticos. Reeves pensó que esta idea era clave para el personaje de Owen, ya que él, "estaría deliberando con estos sentimientos muy muy oscuros, pero encontrándose en una especie de pueblo Americano donde hay esta clase de mentalidad de 'la era de Reagan' con toda esa religiosidad. ¿Cómo te sentirías tú? ¿Cómo te sentirías tú si estuvieses confundido, tuvieses 12 o 13 años y no conocieras el significado de ese deseo de poder matar a esos niños que te atormentan a diario? El lado humano de todo eso".

### Casting

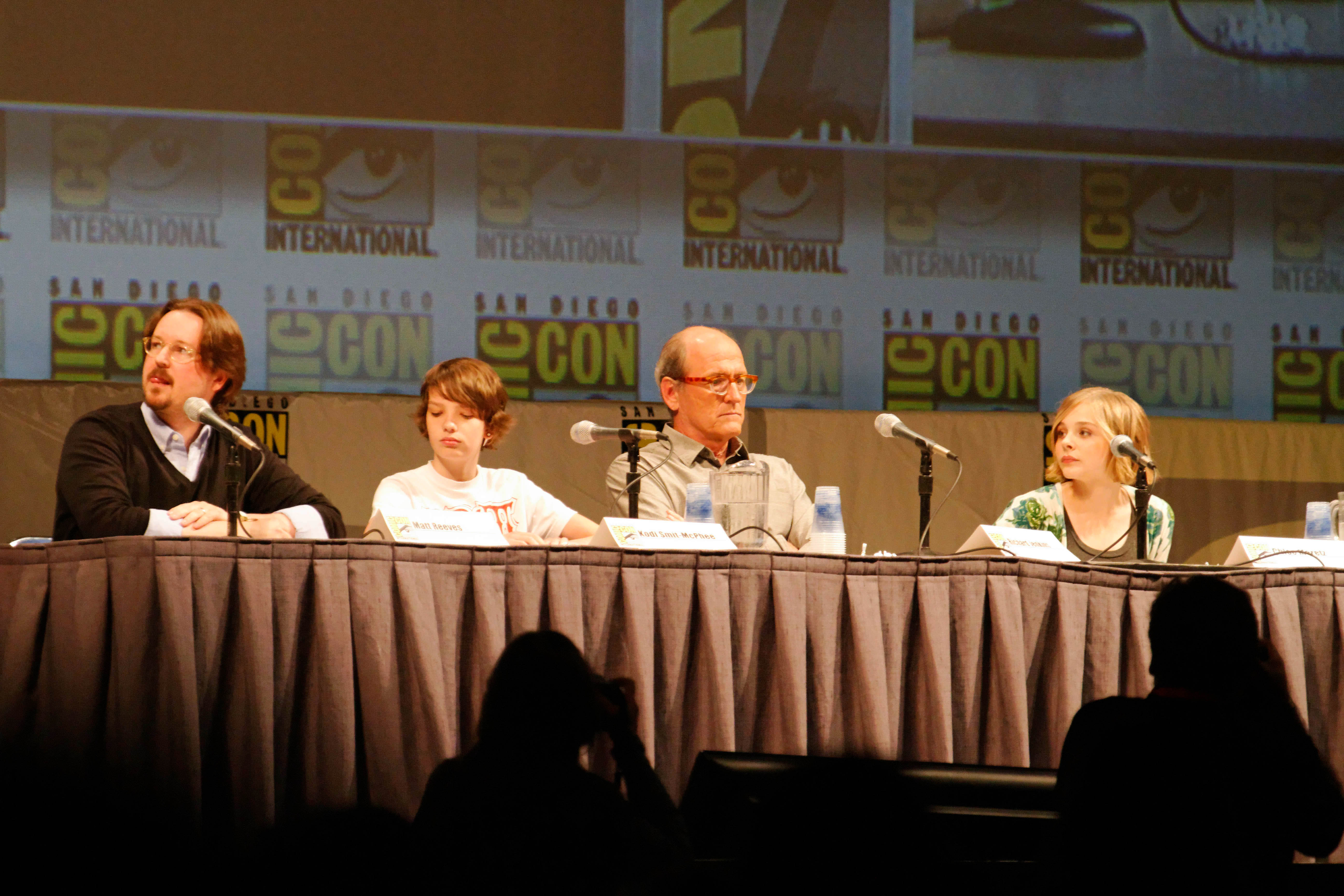
Matt Reeves, Kodi Smit-McPhee, Richard Jenkins, y Chloe Moretz en Comic-Con discutiendo sobre Let Me In

En julio de 2009, se filtraron a través de Internet unas cintas que mostraban a Chloë Grace Moretz, Mary Mouser y Ariel Winter audicionando para el papel del vampiro Abby. Smit-McPhee, en una entrevista para el Herald Sun dio a entender que podría haber conseguido el papel de Owen. El 1 de octubre de 2009 se confirmó que Chloë Moretz y Smit-McPhee serían los protagonistas del film, y que Richard Jenkins interpretaría al compañero adulto de abby. En un comunicado de prensa, el director Matt Reeves describió a Smit-McPhee, Moretz y Jenkins como el "reparto de sus sueños", y añadió que "no podía estar más impaciente por trabajar con ellos". Tanto Smit-McPhee como Moretz fueron elegidos para los papeles antes del estreno de The Road o Kick-Ass, sus respectivos directores John Hillcoat y Matthew Vaughn alabaron a los dos jóvenes actores que fueron recomendados a Reeves.

### Rodaje
El rodaje comenzó en Albuquerque, Nuevo México, el día 2 de noviembre de 2009. El rodaje tuvo lugar en diversas localizaciones de Nuevo México, antes de concluir en Albuquerque en enero de 2010. Se filmó gran parte de la película en Los Alamos High School en los Álamos, Nuevo México. El Condado de Los Álamos concedió un permiso especial a la petición del director y del productor de la película para llamar al pueblo "Los Alamos, New Mexico" El departamento de policía local prestó al equipo de rodaje varios uniformes estilo años 80 y diversos coches patrulla, se contó con la colaboración de más de 100 jóvenes locales que participaron como extras. Reeves sintió que la historia de Lindqvist era muy naturalista y deseaba rodar la película del mismo modo. Tras ver Bright Star, contrató a Greig Fraser como director de fotografía por la admiración que sentía hacia el trabajo que Graig había realizado con la luz natural. Poco antes de comenzar el rodaje, Reeves pidió consejo a Steven Spielberg sobre como dirigir actores de corta edad. Spielberg indicó a Reeves que diese un diario a cada uno de los niños protagonistas, para que escribieran en el como los personajes del film y posteriormente mostrárselo a Reeves. El director dijo, "Fue todo un proceso de intentar, no solo guiarlos, sino, en algunos casos, tratar de que ellos me guiasen a mi hacia su perspectiva. Fue muy importante."

### Efectos visuales
Method Studios fue el encargado de realizar los efectos visuales para Let Me In. El supervisor del estudio Sean Faden trabajó en colaboración con Brad Parker, supervisor de efectos visuales de la película, durante la producción. Muchas de las escenas del film resultaron ser un gran desafío para el equipo. El director Reeves deseaba que la secuencia del accidente de coche fuese filmada desde una perspectiva en primera persona sin ningún corte. Se filmaron diversas tomas con Jenkins, el primer actor involucrado, saliendo marcha atrás de la gasolinera y desviándose, la segunda toma contaba con un modelo del coche capaz de girar mecánicamente mediante un sistema rotatorio colocado frente a un fondo azul que más tarde simularía al coche rodar montaña abajo. El doble especialista de Jenkins y un maniquí fueron colocados dentro del vehículo rotatorio junto con varios efectos adicionales utilizados para animar al maniquí mientras el coche giraba. Más tarde, ambas tomas fueron combinadas para hacer creer al espectador que se trata de una sola. El software Houdini fue utilizado en la mayoría de las escenas del film en las que intervenía Abby en su forma vampírica. Faden señaló las técnicas utilizadas en otra de las escenas desafiantes que involucran al personaje Abby en la cual comienza a sangrar cuando entra en el apartamento de Owen sin ser invitada. Faden dijo, "Normalmente, en una escena así, el personaje sería rodado en el set, cubierto de sangre. Pero en este caso, el tiempo en el cual la sangre caía dependía tanto del latido emocional de la escena que esta técnica no nos hubiera proporcionado el control suficiente." La actriz Chloë Moretz fue primeramente filmada con un mínimo de sangre protésica en su cara que se utilizó como referencia. Más tarde, utilizando la misma técnica empleada en una película anterior de Method Studios, Nightmare on Elm Street, Faden y el software Houdini rastrearon los movimientos temblorosos de Moretz y generaron la liberación gradual de la sangre de su rostro.

### Música y banda sonora
Let Me In: Original Motion Picture Soundtrack es el título de la banda sonora original de la película. Fue comercializada por Varèse Sarabande el 12 de octubre de 2010. Fue compuesta por Michael Giacchino. Giacchino declaró que componer para la película fue un "difícil acto de balance" en algunas escenas. Mencionó, "yo siempre estaba intentando decir, '¡quitemos algo de música!' y Matt como que decía, '¡no, no, añadela!' Durante la composición, declaró añadir ciertas melodías a cada personaje en particular de forma que la audiencia pudiese responder a ellas durante la progresión de la historia. Componer la música para transmitir el sentimiento correcto también fue algo muy desafiante para Giacchino que dijo, "...resultó lioso encontrar el equilibrio de, pues, ¿debería dar esto miedo? ¿O debería ser sentimental? ¿O debería ser emocional? ¿O debería ser esto? ¿O aquello? Era un balance extraño ya que nos estamos enfrentando con una dinámica muy cuestionable en lo referente a las intenciones de cada uno de los personajes de la película.

## Estreno

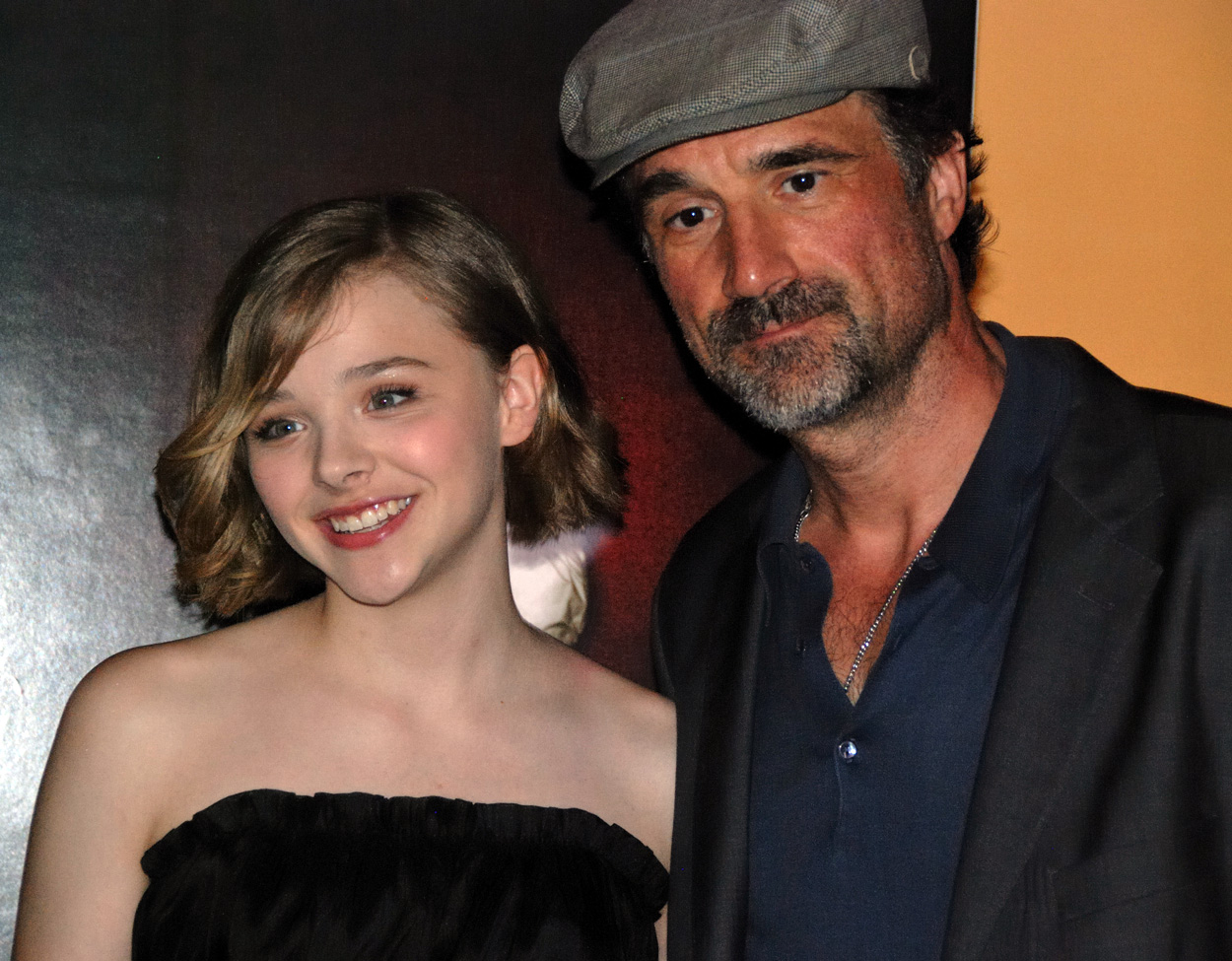
Chloë Moretz y Elias Koteas durante la premier en Nueva York de Let Me In en el SVA Theater el 30 de septiembre de 2010.

### Recaudación
El 17 de agosto se anunció que el estreno mundial de Let Me In se celebraría en el Festival Internacional de Cine de Toronto el 13 de septiembre de 2010, y su estreno americano sería en la noche inaugural del Fantastic Fest el 23 de septiembre del mismo año. Overture Films distribuyó artículos promocionales dentro de bolsas plásticas de pruebas criminales. Con un presupuesto estimado en $20 millones, la película fue estrenada en Norteamérica el 1 de octubre de 2010 colocándose 8ª en taquilla el fin de semana de su estreno con una recaudación estimada en $5.1 millones en 2.020 teatros. El estreno internacional del film comenzó en los cines europeos el 6 de octubre de 2010, seguido de cerca por el resto de países. Durante su décima semana en los cines Let Me In recaudó $24 millones a nivel mundial, de los cuales $12.1 millones corresponden a las zonas de Norteamérica y Canadá.
El film terminó 5º entre las películas con menos recaudación respecto a su costo del 2010 producidas por grandes estudios (películas estrenadas en más de 1500 cines).

### Formato casero
Let Me In fue comercializada en DVD y Blu-ray Disc en Norteamérica el 1 de febrero de 2011, y el 14 de marzo en el Reino Unido respectivamente. El disco incluye un comentario auditivo con el director Matt Reeves, un pequeño documental del 'como se hizo' de 17 minutos de duración, un corto que se centra en el arte de los efectos visuales, un vídeo que muestra en profundidad el 'como se hizo' de la escena única del film del accidente de tráfico, tres escenas eliminadas, galerías con los trailes y carteles de la película y una copia digital. El Blu-ray contiene una característica especial titulada "Dissecting Let Me In". Tanto el DVD como el Blu-ray contenían una copia de la edición limitada el cómic "Let Me In: Crossroads" (solo en Norteamérica). Hasta abril de 2011, las ventas de DVD (sin incluir las de Blu-ray) superaban las 457.000 unidades vendidas, suponiendo unos $6.2 millones en ingresos.

### Cómic precuela de la película
En abril de 2010, se anunció que Hammer Productions y Dark Horse Comics estaban produciendo un cómic de serie limitada de 4 entregas basado en la película. El encargado de escribirlo sería Marc Andreyko. La serie, titulada Let Me In: Crossroads, sería una precuela del film. En la primera entrega aparecen Abby y su "guardián" enfrentándose a un mangante especulador inmobiliario que pretende robarles su casa, fue comercializado en diciembre de 2010. El autor original John Ajvide Lindqvist dijo, "A mi nadie me preguntó nada acerca de crear un cómic, me parece que el proyecto huele muy mal. Estoy investigando este asunto, y espero descubrir que no tienen ningún derecho para hacer esto." Más tarde informó a los fanes que de hecho, sin saberlo, había vendido los derechos para la creación de un cómic, argumentando que los productores le habían informado mal acerca de la verdadera naturaleza del contrato que le habían hecho firmar.

## Recepción

### Crítica
Let Me In ha recibido críticas muy positivas. La comunidad de críticos de la web Rotten Tomatoes concedió una puntuación del 90% basado en la revisión por parte de 202 críticos con una puntuación media de 7.6/10. De entre los seleccionados como "Mejores Críticos" de Rotten Tomatoes, el film recibió una puntuación de 81% basada en un total de 32 revisiones con una puntuación media de 7.8/10. El consenso fue que era "similar a la original en todas las formas correctas — pero con los suficientes cambios para destacar por sí sola — Let Me In es uno de esos raros casos en los que Hollywood produce un remake que no añade faltas a la inspiración." Let Me In fue incluida en la lista de las diez películas estradas en 2010 con mejores reseñas generales de Rotten Tomatoes siendo también criticada como la mejor película de horror de 2010. Metacritic dio al film una puntuación del 79% basándose en 35 reseñas, calificándolas como "reseñas generalmente favorables". Según Metacritic, Let Me In fue uno de los grandes estrenos mejor criticados de 2010 y la película con mejores críticas en la categoría de horror. Particularmente se alabó las actuaciones de los dos actores protagonistas, Kodi Smit-McPhee y Chloe Moretz, por la química que desarrollan y por su madurez en pantalla.
El aclamado escritor de terror Stephen King escribió "Let Me In ha triunfado irrumpiendo en todo un género. No es solo una película de horror, sino la mejor película de horror Norteamericana de los últimos 20 años." Joe Morgenstern del Wall Street Journal escribió que la película era "un remake más que respetable; 'Let Me In' tiene un gran estilo y ciertamente escalofriante por derecho propio." Lou Lumenick del New York Post se refirió a Let Me In como "la película de horror más terrorífica, espeluznante, y que ha sido filmada de la manera más elegante que ha visto en años — clava de forma muy positiva una estaca en la competencia." A. O. Scott del The New York Times escribió "lo que hace a Let Me In tan extrañamente fascinante es el ambiente que crea. Es a la vez ingeniosa y sin pretensiones, se interesa más en la intimidad, en la implicación, antes que en los sustos fáciles y las escenas sangrientas." Roger Ebert del Chicago Sun-Times alabó la película comparándola con la original. Declaró, "Reeves comprendió lo que hacía al film original tan misterioso y efectivo, y aquí están en funcionamiento esas mismas cosas." El crítico cinematográfico de la revista Rolling Stone, Peter Travers, que inicialmente se mostró escéptico, concedió al largometraje una reseña positiva escribiendo, "pensaba que cualquier remake hecho por Hollywood de la ingeniosa historia Sueca de vampiros de Tomas Alfredson, Let the Right One In, sería una grosera profanación. Bueno, prepara el color para sonrojarte "y" para ser cautivado. Es una obra fascinante." Roger Moore del Orlando Sentinel concedió a la película 3.5 sobre 4 estrellas. "Reeves ha 'americanizado' un film extranjero brillante sin llegar en ningún momento a envilecerlo."
Let Me In no fue tan bien recibida por toda la crítica. Algunos disputaron los comentarios de Reeves acerca de no estar haciendo un remake del film sino re-adaptando el libro, criticando su similitud con la sueca. Josh Tyler escribió, "la película que ha hecho es un remake directo del film sueco de 2008, son tan parecidas que resulta casi imposible diferenciarlas." Siguiendo la misma línea, Jamie S. Rich notó que, mientras en la novela original hay multitud de contenido que fue omitido en la cinta sueca, "Reeves no ha incorporado nada realmente nuevo; por el contrario, Let Me In en realidad contiene menos trama que versión de Alfredson." Beth Accomando escribió, "Como puede Reeves atribuirse el crédito de 'escrita y dirigida por Matt Reeves', incluso llega a ser ridículo cuando nos fijamos en lo parecidos que son el guion y la dirección con la original." Al comparar las dos películas, opinó que el remake "hace evidente todo lo que el film original hacia de forma sutil, pero con menos complejidad." Mark Kermode dijo "es completamente el remake más redundante del año". Según Sukhdev Sandhu de The Telegraph Let Me In ni siquiera debería de existir, a menos, que la mera noción del cine sueco te resulte extraño y desagradable... Lo que falta aquí es la alteridad seductora de Let the Right One In. Las frágiles texturas y el ambiente embrujado de Let the Right One In parecen haber surgido de forma orgánica de la nación en la que se estableció originalmente. Este remake, por el contrario, huele a salas de reunión y a dispositivos de cálculo."
Let Me In fue una de las películas elegidas por los mejores críticos de CNN para su Top 10 de las mejores películas del año 2010. y en MSN Entertainment como uno de los largometrajes con mejores reseñas del año.

### Respuesta del autor
John Ajvide Lindqvist, autor de Let the Right One In, y también autor del guion para la película original sueca, se mostró complaciente con Let Me In; dijo:

Puede que sea el escritor más afortunado con vida. Contar no solo con una, sino con dos excelentes versiones de mi novela debut para el cine parece irreal. Let the Right One In es una gran película sueca. Let Me In es una gran película americana. Hay similitudes notables y el espíritu de Tomas Alfredson esta presente. Sin embargo, Let Me In concentra la presión emocional en lugares diferentes y se mantiene con firmeza sobre sus propios pies. Al igual que la película sueca, me hizo llorar, pero no en los mismos puntos. Let Me In es una historia de amor, oscura y violenta, una hermosa pieza de cine y una interpretación respetuosa de mi novela por la cual estoy muy agradecido. Una vez más.
John Ajvide Lindqvist

### Premios y nominaciones
| Premio                                             | Categoría                                          | Ganador/Nominado  | Resultado |
| -------------------------------------------------- | -------------------------------------------------- | ----------------- | --------- |
| Asociación de críticos de cine de Austin           | Actriz revelación                                  | Chloe Moretz      | Ganador   |
| Central Ohio Film Critics Association Awards       | Mejor actriz del año                               | Chloe Moretz      | Nominado  |
| Central Ohio Film Critics Association Awards       | Artista revelación                                 | Chloe Moretz      | Ganador   |
| Central Ohio Film Critics Association Awards       | Mejor película desapercibida                       | Let Me In         | Nominado  |
| Critics' Choice Movie Awards                       | Mejor joven actor/actriz                           | Chloe Moretz      | Nominado  |
| Critics' Choice Movie Awards                       | Mejor joven actor/actriz                           | Kodi Smit-McPhee  | Nominado  |
| Detroit Film Critics Society Awards                | Papel revelación                                   | Chloe Moretz      | Nominado  |
| Premios Empire                                     | Mejor debutante                                    | Chloe Moretz      | Ganador   |
| Premios Empire                                     | Mejor película de terror                           | Let Me In         | Nominado  |
| Golden Reel Awards                                 | Mejor edición de sonido: Música en un largometraje | Let Me In         | Nominado  |
| Golden Tomato Awards                               | Mejor película de terror                           | Let Me In         | Ganador   |
| Golden Tomato Awards                               | Mejor lanzamiento                                  | Let Me In         | Nominado  |
| Gotham Awards                                      | Mejor película                                     | Let Me In         | Nominado  |
| National Board of Review of Motion Pictures Awards | Mejores películas independientes                   | Let Me In         | Ganador   |
| People's Choice Awards                             | Film de terror preferido                           | Let Me In         | Nominado  |
| Premios Phoenix Film Critics Society               | Film desapercibido                                 | Let Me In         | Nominado  |
| Premios Phoenix Film Critics Society               | Mejor joven actor                                  | Kodi Smit-McPhee  | Ganador   |
| Premios Phoenix Film Critics Society               | Mejor joven actriz                                 | Chloe Moretz      | Nominado  |
| Richard Attenborough Film Awards                   | Futura estrella                                    | Chloe Moretz      | Ganador   |
| Premios Saturn                                     | Mejor película de terror                           | Let Me In         | Ganadora  |
| Premios Saturn                                     | Mejor interpretación por un joven actor            | Kodi Smit-McPhee  | Nominado  |
| Premios Saturn                                     | Mejor interpretación por un joven actor            | Chloe Moretz      | Ganador   |
| Premios Saturn                                     | Mejor director                                     | Matt Reeves       | Nominado  |
| Premios Saturn                                     | Mejor guion de cine                                | Matt Reeves       | Nominado  |
| Premios Saturn                                     | Mejor banda sonora                                 | Michael Giacchino | Nominado  |
| Premios Saturn                                     | Mejor maquillaje                                   | Let Me In         | Nominado  |
| Scream Awards                                      | Mejor película de terror                           | Let Me In         | Ganador   |
| Scream Awards                                      | Mejor actriz de terror                             | Chloe Moretz      | Ganador   |
| Teen Choice Awards                                 | Mejor película de terror                           | Let Me In         | Nominado  |
| Premios Young Artist                               | Mejor actor secundario                             | Dylan Minnette    | Nominado  |
| Premios Young Artist                               | Mejor reparto                                      | Let Me In         | Nominado  |